# Campeonato Soviético de Xadrez de 1964
O Campeonato Soviético de Xadrez de 1964 foi a 32ª edição do Campeonato de xadrez da URSS, realizado em Kiev, de 25 de dezembro de 1964 a 27 de janeiro de 1965. A competição foi vencida por Viktor Korchnoi. Semifinais ocorreram nas cidades de Quixineve e Minsque.

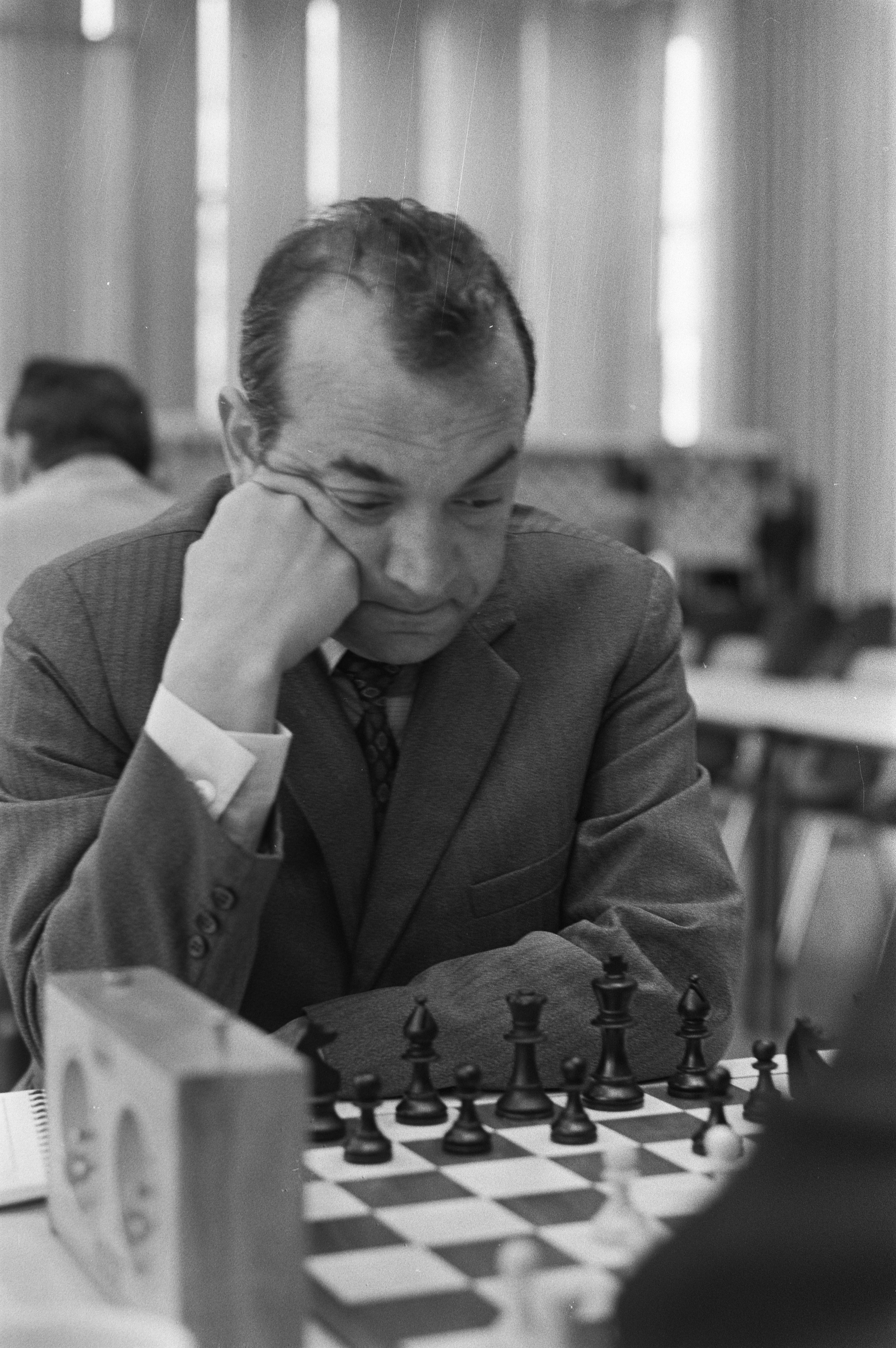
Viktor Korchnoi

## Tabela e resultados
| N° | Jogador             | 1 | 2 | 3 | 4 | 5 | 6 | 7 | 8 | 9 | 10 | 11 | 12 | 13 | 14 | 15 | 16 | 17 | 18 | 19 | 20 | Total |
| -- | ------------------- | - | - | - | - | - | - | - | - | - | -- | -- | -- | -- | -- | -- | -- | -- | -- | -- | -- | ----- |
| 1  | Viktor Korchnoi     | - | 1 | 1 | ½ | 1 | 1 | 1 | ½ | 1 | 1  | ½  | ½  | ½  | 1  | ½  | 1  | 1  | 1  | ½  | ½  | 15    |
| 2  | David Bronstein     | 0 | - | 1 | 0 | 0 | ½ | ½ | ½ | 1 | 1  | 1  | 1  | 1  | 1  | ½  | ½  | ½  | 1  | 1  | 1  | 13    |
| 3  | Mikhail Tal         | 0 | 0 | - | ½ | ½ | 1 | ½ | 1 | 0 | 1  | 1  | ½  | 1  | 1  | ½  | ½  | 1  | ½  | 1  | 1  | 12½   |
| 4  | Leonid Stein        | ½ | 1 | ½ | - | ½ | ½ | 0 | 1 | 1 | ½  | ½  | 1  | ½  | 1  | 0  | 1  | ½  | ½  | 1  | ½  | 12    |
| 5  | Ratmir Kholmov      | 0 | 1 | ½ | ½ | - | ½ | 1 | ½ | ½ | ½  | ½  | ½  | ½  | ½  | ½  | 1  | 1  | 1  | ½  | ½  | 11½   |
| 6  | Leonid Shamkovich   | 0 | ½ | 0 | ½ | ½ | - | 1 | ½ | ½ | ½  | ½  | 1  | 0  | 1  | 1  | ½  | 1  | 1  | 1  | ½  | 11½   |
| 7  | Anatoly Lein        | 0 | ½ | ½ | 1 | 0 | 0 | - | ½ | ½ | ½  | ½  | ½  | 1  | 1  | 1  | ½  | ½  | ½  | 1  | 1  | 11    |
| 8  | Nikolai Krogius     | ½ | ½ | 0 | 0 | ½ | ½ | ½ | - | ½ | ½  | ½  | 1  | ½  | ½  | ½  | 1  | ½  | 1  | ½  | 1  | 10½   |
| 9  | Anatoly Lutikov     | 0 | 0 | 1 | 0 | ½ | ½ | ½ | ½ | - | ½  | 1  | 1  | ½  | ½  | ½  | ½  | ½  | 1  | ½  | 1  | 10½   |
| 10 | Yuri Averbakh       | 0 | 0 | 0 | ½ | ½ | ½ | ½ | ½ | ½ | -  | 1  | ½  | ½  | ½  | ½  | ½  | 1  | ½  | ½  | ½  | 9     |
| 11 | Viatcheslav Osnos   | ½ | 0 | 0 | ½ | ½ | ½ | ½ | ½ | 0 | 0  | -  | ½  | ½  | 1  | ½  | ½  | ½  | ½  | 1  | 1  | 9     |
| 12 | Georgy Borisenko    | ½ | 0 | ½ | 0 | ½ | 0 | ½ | 0 | 0 | ½  | ½  | -  | 1  | 0  | ½  | 1  | 1  | 1  | ½  | ½  | 8½    |
| 13 | Alexey Suetin       | ½ | 0 | 0 | ½ | ½ | 1 | 0 | ½ | ½ | ½  | ½  | 0  | -  | ½  | ½  | 0  | ½  | ½  | ½  | 1  | 8     |
| 14 | Evgeni Vasiukov     | 0 | 0 | 0 | 0 | ½ | 0 | 0 | ½ | ½ | ½  | 0  | 1  | ½  | -  | 1  | 1  | 1  | 0  | ½  | 1  | 8     |
| 15 | Anatoly Bannik      | ½ | ½ | ½ | 1 | ½ | 0 | 0 | ½ | ½ | ½  | ½  | ½  | ½  | 0  | -  | ½  | 0  | ½  | 0  | ½  | 7½    |
| 16 | Andrejs Petersons   | 0 | ½ | ½ | 0 | 0 | ½ | ½ | 0 | ½ | ½  | ½  | 0  | 1  | 0  | ½  | -  | ½  | ½  | 1  | ½  | 7½    |
| 17 | Yuri Sakharov       | 0 | ½ | 0 | ½ | 0 | 0 | ½ | ½ | ½ | 0  | ½  | 0  | ½  | 0  | 1  | ½  | -  | 1  | 1  | ½  | 7½    |
| 18 | Boris Goldenov      | 0 | 0 | ½ | ½ | 0 | 0 | ½ | 0 | 0 | ½  | ½  | 0  | ½  | 1  | ½  | ½  | 0  | -  | ½  | 1  | 6½    |
| 19 | Vladimir Ljavdansky | ½ | 0 | 0 | 0 | ½ | 0 | 0 | ½ | ½ | ½  | 0  | ½  | ½  | ½  | 1  | 0  | 0  | ½  | -  | 0  | 5½    |
| 20 | Nikolai Bakulin     | ½ | 0 | 0 | ½ | ½ | ½ | 0 | 0 | 0 | ½  | 0  | ½  | 0  | 0  | ½  | ½  | ½  | 0  | 1  | -  | 5½    |